# Robert Müller
Robert Müller (n. 29 octombrie 1887, Viena, Austro-Ungaria – d. 27 august 1924, Viena, Republica Austriacă) a fost autor, editor, jurnalist și scriitor austriac. A scris, printre altele, și literatură științifico-fantastică.  Cu toate că este considerat un eseist controversat, romanul său Tropen. Der Mythos der Reise. Urkunden eines deutschen Ingenieurs (cu sensul de Tropice. Mitul Călătoriei. Certificatele unui inginer german) din 1915 este văzut ca o capodoperă a transformării germane a exotismului secolului XX.

## Biografie și carieră
Robert Müller s-a născut la 29 octombrie 1887, în Viena, Austro-Ungaria, părinții săi au fost Erna și Gustav Müller.  Tatăl său provenea dintr-o familie de comercianți din Boemia, din Reichenberg, iar mama sa era din Köln. În 1907, Robert Müller a obținut o diplomă în Filologie la Universitatea din Viena. În februarie 1910, a călătorit la New York, unde a lucrat pentru un ziar în limba germană, New York Herald. După întoarcerea sa acasă în toamna anului 1911 a fost implicat în Asociația Academică pentru Literatură și Muzică din Viena (germană Akademischen Verband für Literatur und Musik in Wien), pentru care a organizat în martie 1912 ca șef al secțiunii de literatură o seară de lectură cu Karl May.
În primul război mondial, Müller a participat inițial ca voluntar. Cu el au luptat și cei trei frati ai săi, Erwin, Adolf si Otto Müller.  Otto a decedat în Bătălia de la Asiago (15 mai 1916 – 10 iunie 1916). Robert Müller a suferit un șoc nervos în august 1915, când o grenadă l-a lovit în Bătăliile de la Isonzo și a trebuit să fie suspendat și trecut în rezervă. A fost angajat ca adjutant într-un spital de război vienez, unde a fost promovat la gradul de locotenent. După ce a fost editor de știri în Belgrad în 1916, Müller a fost pus la dispoziția Biroului de Presă al Războiului din Viena în 1917 ca vorbitor al presei engleze. Experiența războiului a dus la o abordare a taberei pacifiste și la legături cu activismul literar cultural-revoluționar. În noiembrie 1918, Müller a inițiat în Viena o societate secretă subversivă, Die Katakombe. Ea a fost inclusă în "Liga Activă Spiritual" (Bund der geistig Tätigen) în care Müller a jucat un rol principal. Împreună cu fratele său mai bogat Erwin, Robert Müller a început  o mică afacere de distribuție a revistelor într-o companie cu răspundere limitată, Grupul Literaria, cu sucursale în Budapesta, Praga și Zagreb. 
În 1923, Robert Müller s-a retras din funcția de director chiar înainte ca Grupul Literaria AG să dea faliment datorită practicilor sale comerciale de expansiune.  În ianuarie 1924, la 36 de ani, și-a fondat propria sa editură  Atlantic (Atlantischen Verlag) și a anunțat un program ambițios. El a strâns  un capital nominal de 200 de milioane de coroane (mai mult de 11.000 de mărci de aur) în numerar. Dar, din cauza unei crize a vânzărilor pe piața cărților, Müller a ajuns în vara acelui an într-o situație economică disperată. În dimineața zilei de 27 august, s-a împușcat în zona plămânilor. În jurul prânzului a decedat din cauza leziunilor în Spitalul Rudolf. Cheltuielile de înmormântare au fost suportate de municipalitatea Viena. Müller a lăsat-o pe soția sa Olga (născută Estermann) singură cu două fiice pe nume Erika și Ruth. 
A debutat literar în aprilie 1912 în revista Der Brenner cu povestirea Das Grauen.  Müller a publicat din 1912 pentru diverse reviste expresioniste ca Der Friede, Saturn sau Daimon. Romanul său din 1920, Der Barbar, are loc în America de Nord.
Romanul său futurist Camera Obscura, publicat în 1921, are loc la mijlocul secolului al XX-lea într-o lume care este grupată într-o confederație imperială.
În Flibustier. Ein Kulturbild (cu sensul de Corsarul. O imagine culturală) din 1922 a prelucrat experiențele sale de război și a prezis falimentul Grupului Literaria.
Romanul său Tropen. Der Mythos der Reise. Urkunden eines deutschen Ingenieurs. Herausgegeben von Robert Müller anno 1915. (cu sensul de Tropice. Mitul Călătoriei. Certificatele unui inginer german. Editat de Robert Müller Anno 1915.) este văzut ca o capodoperă a transformării germane a exotismului secolului XX. Acest roman  descrie vânătoarea inutilă de comori a trei aventurieri în regiunea Amazonului. Protagonistul este inginerul german Hans Brandlberger, care, printre altele, este condus de dorința de a crea un imperiu și o nouă rasă hibridă cu indienii din jungla tropicală. În cele din urmă, indienii rebeli îl ucid. 
Scena nuvelei Das Inselmädchen  (cu sensul de Fată de pe insulă, 1919) este o colonie din Pacific, care este administrată în numele unei comunități internaționale de către un guvernator portughez. El se confruntă cu insurgenți rebeli și totodată impune interzicerea relațiilor sexuale între popoarele indigene și reprezentanții puterilor coloniale. Protagonistul nuvelei este inspectorul belgian Raoul de Donckhard, care cade victima unei intrigi politice a guvernatorului.
Povestirea sa de debut Das Grauen a fost republicată în 1995 în antologia Phantastisches aus Österreich editată de Franz Rottensteiner și publicată de editura Suhrkamp.

## Lucrări scrise
Robert Müller a publicat  Irmelin Rose. Die Mythe der großen Stadt  în 1914,  Karl Kraus oder Dalai Lama, der dunkle Priester. Eine Nervenabtötung  în 1914,  Macht. Psychopolitische Grundlagen des gegenwärtigen Atlantischen Krieges în 1915, romanul Tropen. Der Mythos der Reise. Urkunden eines deutschen Ingenieurs. Herausgegeben von Robert Müller anno 1915 în 1915.
Au urmat Was erwartet Österreich von seinem jungen Thronfolger?  în 1915, Österreich und der Mensch. Eine Mystik des Donau-Alpenmenschen în  1916, Europäische Wege. Im Kampf um den Typus. Essays  în 1917,  Die Politiker des Geistes. Sieben Situationen  în 1917 și nuvela Das Inselmädchen în  1919.
Robert Müller a continuat cu romanul Der Barbar în 1920, Bolschewik und Gentleman în 1920, romanul științifioc-fantastic Camera obscura în  1921. romanul Flibustier. Ein Kulturbild în  1922  și Rassen, Städte, Physiognomien. Kulturhistorische Aspekte în  1923.

## Vezi și
- Listă de scriitori de literatură științifico-fantastică
- Listă de scriitori de limbă germană
- Științifico-fantasticul în Austria